# Dorfgastein
Dorfgastein é um município da Áustria, situado no distrito de St. Johann im Pongau, no estado de Salzburgo. Tem 54,13 km² de área e sua população em 2019 foi estimada em 1.602 habitantes.